# Беренгария (королева Кастилии)
Беренга́рия Касти́льская (исп. Berenguela de Castilla), также Беренга́рия Вели́кая (исп. Berenguela la Grande; 1179/1180, Бургос —  8 ноября 1246 года, там же) — кастильская инфанта, супруга короля Леона Альфонсо IX, королева Кастилии и Толедо в 1217 году.
Беренгария была дочерью кастильского короля Альфонсо VIII и долгое время после рождения оставалась его предполагаемой наследницей, что сделало инфанту желанной невестой в Европе. Первым супругом Беренгарии стал Конрад II, будущий герцог Швабии, однако брак с ним оставался не консуммированным и был расторгнут по настоянию бабушки инфанты Алиеноры Аквитанской. Уже после смерти Конрада Беренгария вышла замуж за короля Леона Альфонсо IX, от которого родила пятерых детей. Брак с Альфонсо не был признан церковью и был расторгнут в 1204 году, хотя их дети получили статус законнорождённых. Беренгария вернулась к родителям в Кастилию, где она посвятила себя воспитанию детей.
В 1214 году малолетний брат Беренгарии Энрике стал королём и, после недолгого регентства матери, Беренгария сменила её на этой должности. Однако вскоре она была отстранена от регентства над братом и вынуждена была покинуть столицу. В 1217 году Энрике внезапно умер, получив травму головы во время игры с другими детьми. Беренгария, в отсутствие других более законных наследников, была объявлена королевой. Правление Беренгарии длилось чуть больше месяца, затем, опасаясь захвата власти своим бывшим супругом, она отреклась в пользу их общего сына. После отречения бывшая королева сохранила своё влияние на политику в стране и частную жизнь детей. Она также покровительствовала религиозным организациям и историкам вплоть до своей смерти в 1246 году.

## Биография

### Ранние годы и первый брак
Беренгария по разным данным родилась в 1179 или 1180 году в Бургосе и была старшей дочерью из десяти детей кастильского короля Альфонсо VIII и английской принцессы Элеоноры Плантагенет. Воспитанием девочки занимались две гувернантки, Эстефания и Эльвира, которые были щедро вознаграждены за их труды: по выходе на пенсию Эстефания в мае 1181 года и Эльвира в 1189 году получили от королевской семьи обширные земли.
Несколько лет подряд Беренгария оставалась предполагаемой наследницей отца, поскольку её младшие братья умирали во время родов или в младенчестве; такой статус сделал инфанту желанной невестой в Европе. Первый раз Беренгарию обручили в 1187 году с пятым сыном императора Фридриха I Барбароссы — Конрадом II, будущим герцогом Швабии; в 1188 году в Зелигенштадте представителями невесты был подписан брачный договор, по которому Беренгария должна была принести супругу приданое в размере 42 000 мараведи. Кроме того, в договоре оговаривалось, что в случае, если никто из её братьев не переживёт отца или все они умрут бездетными, именно Беренгария унаследует Кастильскую корону; Конрад же в случае восшествия на престол инфанты, согласно этому договору, являлся лишь супругом королевы, что позволяло королевству сохранить независимость от Священной Римской империи. После подписания договора Конрад прибыл в Кастильский город Каррион, где праздновалась помолвка и жених был посвящён в рыцари.
Брак Беренгарии с Конрадом не был консуммирован в силу юного возраста супруги, которой на тот момент было около девяти лет. Кроме того, супруги никогда не встречались лично: в Рождество 1190 года согласно брачному договору Беренгария должна была прибыть в Германию, но этого так и не произошло. В 1191 году Беренгария под влиянием третьих лиц обратилась к папе римскому Целестину III за аннуляцией брака; несомненно на решение инфанты повлияла её бабушка Алиенора Аквитанская, которая не желала усиления Гогенштауфенов, союзников французского короля, враждовавшего с королём Англии.

### Брак с Альфонсо IX. Наследница престола
Чтобы обеспечить мир между Кастилией и Леоном в 1197 году в Вальядолиде Беренгария вышла замуж за своего двоюродного дядю короля Леона Альфонсо IX. В соответствии с брачным договором и обычаями того времени Беренгария получила несколько леонских замков и окрестных земель в своё управление. Большинство из них располагались на границе с Кастилией и потому знать, перешедшая под защиту новой королевы, могла обращаться в поисках справедливости в случае притеснения к обоим королям; в свою очередь, рыцари, оказавшиеся во владениях Беренгарии, обязаны были поддерживать мир на границе именем королевы.
Начиная с 1198 года из Рима стали приходить возражения от папы Иннокентия III по поводу брака Беренгарии и Альфонсо в виду близкого родства. Тем не менее супруги продолжали жить вместе вплоть до 1204 года и Беренгария родила пятерых детей. Беренгария и Альфонсо не желали расторгать свой брак и всеми силами добивались папского разрешения, в том числе предлагали крупные суммы денег в качестве взятки. Однако Иннокентий отказался признать их брак законным, хотя супругам удалось добиться признания церковью их детей законнорождёнными. Брак был расторгнут и в мае 1204 года Беренгария вернулась к родителям в Кастилию, где она посвятила себя воспитанию детей.
Хотя Беренгария лишилась титула королевы Леона, она сохранила право на сбор налогов с части территорий, переданных ей после заключения брака, в числе которых были Кастроверде и Саламанка, которые Беренгария передала своему старшему сыну Фернандо в 1206 году. Часть знати, служившей Беренгарии в бытность королевой, последовали за ней в Кастилию. Мир, действовавший после свадьбы Беренгарии и Альфонсо, рухнул; новая война разразилась отчасти из-за контроля кастильской инфанты над леонскими владениями. В 1205, 1207 и 1209 годах между Кастилией и Леоном были заключены несколько мирных договоров, каждый из которых в итоге расширял влияние Беренгарии; последние два договора вернули Беренгарии и её сыну существенную часть владений вдоль границы, в том числе ключевые замки, такие как замок в Вильяльпандо. Договор от 1207 года стал первым официальным документом на кастильском диалекте.
В 1214 году умер отец Беренгарии Альфонсо VIII и новым королём стал её десятилетний брат Энрике, регентом при котором была назначена вдова Альфонсо VIII Элеонора Английская, однако она умерла через 24 дня после смерти супруга. Со смертью матери Беренгария, вновь ставшая предполагаемой наследницей, получила должность регента при брате. В период регентства инфанты страна переживала непростые времена, вызванные распрями среди знати, одним из главных инициаторов которых был дом де Лара, состоявший в родстве с королевской семьёй. Под давлением де Лара Беренгария отказалась от регентства и опеки над братом в пользу Альваро Нуньеса де Лара.
В 1216 году внеочередное собрание парламента в Вальядолиде, в котором участвовали многие кастильские магнаты, приняло решение помочь Беренгарии выступить против нового регента. К концу мая политическая ситуация в Кастилии ухудшилась и Беренгария вынуждена была укрыться в замке своего сторонника — Гонсало Родригеса Хирона — в Аутильо-де-Кампосе; старшего сына инфанта отправила ко двору его отца. 15 августа 1216 года магнаты попытались заключить соглашение, которое предотвратило бы гражданскую войну, но разногласия привели к окончательному разрыву нескольких родовитых семей с домом де Лара. Однако вскоре регентству де Лара пришёл конец.

### Королева Кастилии, отречение и последние годы

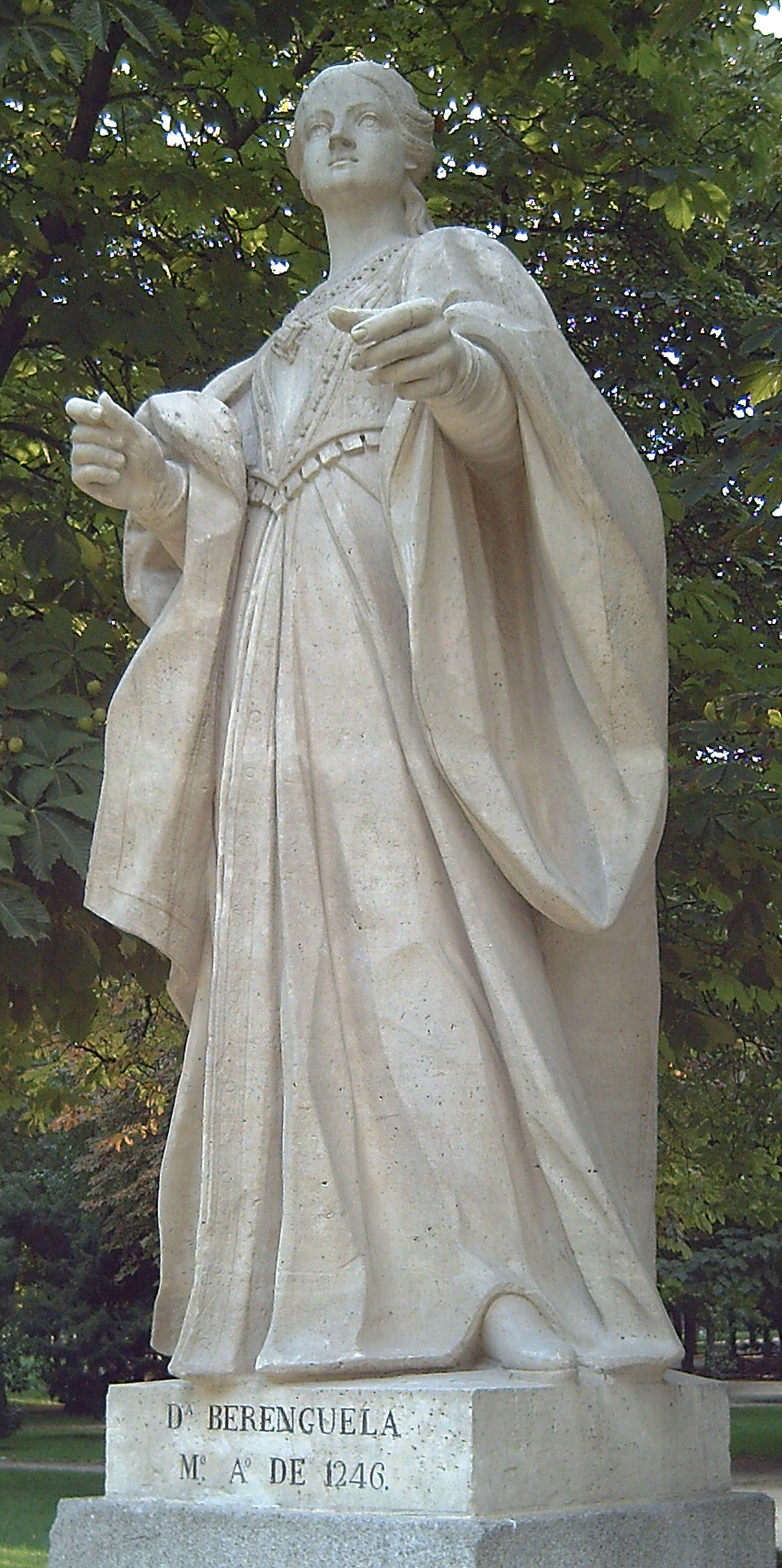
Статуя Беренгарии, установленная в Мадриде в период между 1750 и 1753 годом

Обстоятельства внезапно изменились 6 июня 1217 года, когда Энрике умер от травмы головы, полученной во дворе дворца епископа Валенсии, где молодой король играл с другими детьми. Опекун короля Альваро Нуньес де Лара, в попытке скрыть случившееся, перевёз тело Энрике в замок Тарьего-де-Серрато, однако к тому времени весть о смерти брата уже была передана Беренгарии, которая была провозглашена королевой в тот же день. Будучи новым сувереном Беренгария осознавала, что её бывший супруг скорее всего будет претендовать на кастильскую корону, поскольку Альфонсо IX был ближайшим родственником Энрике мужского пола; смерть Энрике и восшествие на престол его бывшей жены скрывались от леонского короля столько, сколько это было возможно. В августе 1217 года Беренгария отправила бывшему супругу письмо с просьбой отпустить Фернандо навестить мать. Фернандо прибыл в Кастилию 31 августа и в этот же день Беренгария отреклась от трона в пользу сына. Ещё одной причиной отречения был тот факт, что Кастилии требовался полководец, которым обычно становился король и которым сама Беренгария стать не могла.
После отречения Беренгария, ставшая ближайшим советником сына, продолжала активно вмешиваться в политическую жизнь страны. Многие историки отмечают, что Беренгария также имела практически неограниченное влияние на сына: так, именно она организовала брак Фернандо с Елизаветой Гогенштауфен, дочерью Филиппа Швабского и внучкой двух императоров — Фридриха I Барбароссы, императора Священной Римской империи, и Исаака II Ангела, византийского императора; свадьба состоялась 30 ноября 1219 года в Бургосе. Другим примером влияния Беренгарии стало посредничество инфанты в 1218 году между её царственным сыном и бывшим супругом: Альфонсо IX при поддержке бывшего регента из семейства де Лара планировал вторгнуться в Кастилию и захватить трон, однако Беренгарии удалось заставить отца и сына подписать мирный договор в Торо 26 августа 1218 года, положивший конец конфронтации между Кастилией и Леоном.
В 1222 году Беренгария вновь вмешалась в политику сына для достижения ратификации конвенции Сафра, желая заключить мир с домом де Лара, для чего она организовала брак своего младшего сына Альфонсо с Мафалдой, дочерью и наследницей Гонсало Переса де Лара, сеньора Молина и Меса. В 1224 году Беренгария организовала брак своей младшей дочери, также Беренгарии, с Иоанном де Бриенном; этот манёвр сделал старшего сына Беренгарии ближе к трону Леона, поскольку Иоанн был претендентом на руку Санчи — старшей дочери Альфонсо от первого брака, которая к тому моменту являлась наследницей отца.
Однако ни Санче, ни её сестре Дульсе не суждено было занять леонский трон: Альфонсо IX умер в 1230 году; незадолго до этого Беренгария тайно встретилась с его первой женой Терезой Португальской и добилась отречения её дочерей в пользу единокровного брата в обмен на крупные суммы денег и другие блага. Благодаря стараниям Беренгарии, Кастилия и Леон вновь объединились под управлением её сына. В 1237 году, через два года после смерти Елизаветы Гогенштауфен, Беренгария организовала новый брак сына с Жанной де Даммартен, дочерью и наследницей графа Омальского Симона де Даммартен и Марии, графини де Понтье. Несмотря на то, что у Фернандо от первого брака было десять детей, Беренгария опасалась, что добродетельный король может опорочить себя внебрачными связями. Жанна была предложена в жёны Фернандо его тёткой, сестрой Беренгарии Бланш, которая была вдовой французского короля и регентом Франции при малолетнем сыне. Фернандо любил и уважал мать; он доверил Беренгарии управление Кастилией и Леоном, когда сам король участвовал в долгой кампании реконкисты на юге.
Беренгария встретилась с сыном в последний раз в 1245 году в Посуэло-де-Калатрава, затем она вернулась в Толедо. Беренгария Кастильская умерла 8 ноября 1246 года в Бургосе и была похоронена в близлежащем монастыре Лас Уэльгас.

## Потомство
За время брака у супругов родилось пятеро детей:
- Леонора[исп.] (1198/1199 — 1202)
- Фернандо (1199—1252) — король Кастилии. Был дважды женат: первым браком на Беатрисе Швабской, дочери Филиппа, герцога Швабского, и Ирины Ангелины, от которой имел десять детей; вторым браком на Жанне де Даммартен, дочери графа Омаля Симона де Даммартена и Марии Понтье, от которой имел пятерых детей.
- Констанца[исп.] (1200—1242) — монахиня в монастыре Лас Уэльгас близ Бургоса.
- Альфонсо (1202—1272) — был трижды женат: первым браком на Мафалде Гонсалес де Лара[исп.], дочери и наследнице Гонсало Перес де Лара, сеньора Молина и Меса и Санчи Гомес де ла Каса де Траба, от которой имел сына и дочь; вторым браком на Терезе Гонсалес де Лара[исп.], дочери Гонсало Нуньес де Лара и Марии Диас де Аро и Азарга, от которой имел одну дочь; третьим браком на Майор Альфонсо де Менесис[исп.], дочери Альфонсо Теллеса де Менесиса и Марии Ямез де Лимиа, от которой имел сына и дочь. Помимо детей от трёх браков, Альфонсо имел шестерых внебрачных детей.
- Беренгария (1204—1237) — была замужем за королём Иерусалима Иоанном де Бриенном и была матерью четверых детей.

## Наследие

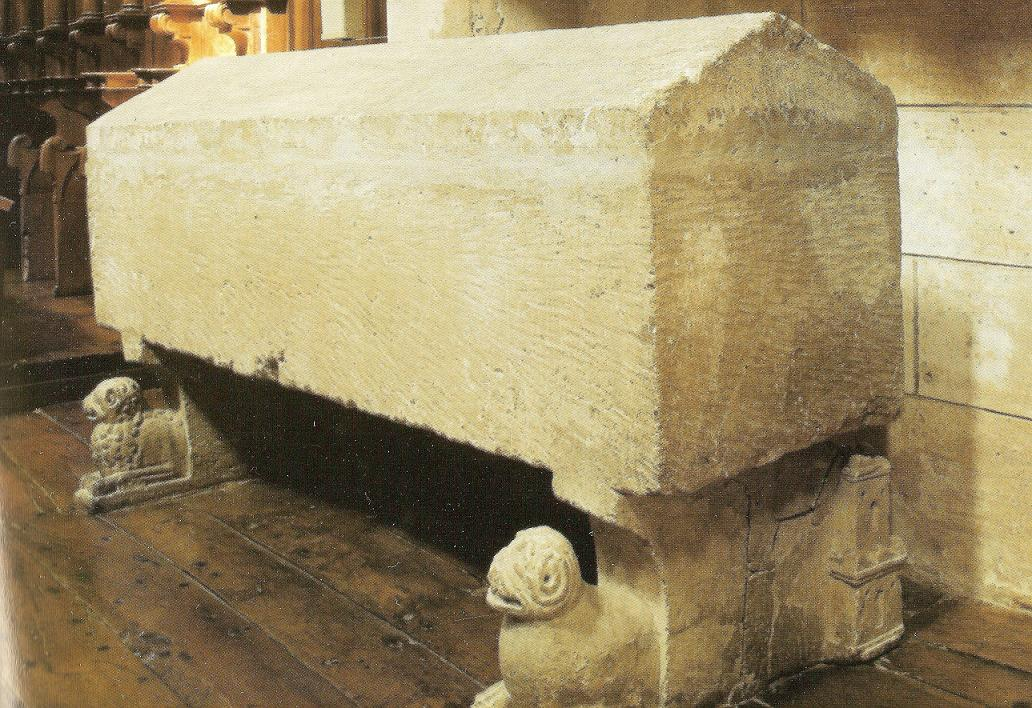
Гробница Беренгарии в монастыре Лас Уэльгас близ Бургоса

Как и её мать, Беренгария покровительствовала многим религиозным учреждениям. Вместе с Элеонорой она поддерживала монастырь Санта-Мария ла Реале де Лас Уэльгас близ Бургоса, где обе они были похоронены. В бытность свою королевой Леона Беренгария покровительствовала ордену Сантьяго и базилике Сан-Исидоро; она не только вносила крупные пожертвования, но и освободила их от уплаты налога. Беренгария также восстановила традицию поддержания монастыря Сан-Педро женщинами из леонской королевской семьи; последней женщиной до Беренгарии, придерживавшейся этой традиции, была её родственница Санча Раймундес, дочь королевы Урраки и Раймунда Бургундского.
Хронистами своего времени Беренгария описывалась как женщина мудрая и добродетельная. Она также внесла свой вклад в литературу и историю: Беренгария поддержала Луку Туйского, который составил хронику королей Кастилии и Леона, призванную помочь правлению будущих королей объединённого королевства. Беренгария обсуждалась в работах Родриго Хименеса де Рада, чья работа спонсировалась сыном Беренгарии Фернандо и Хуаном де Осма, канцлером Кастилии при Фернандо.